# Реньи, Тамаш
Та́маш Ре́ньи (венг. Rényi Tamás; 29 мая 1929, Будапешт, Венгрия — 28 июля 1980, там же) — венгерский кинорежиссёр и сценарист.

## Биография
В 1950—1954 годах учился в Высшей школе театра и кино. Параллельно работал режиссёром на киностудии военных фильмов. В 1956—1962 годах был ассистентом режиссёров, в частности у Золтана Фабри, Дьёрдя Палашти и других. Дебютировал в большом кино в 1962 году («Рассказы в поезде»).
Был женат на Юдит Сёци (венг. Judit Szõczy).

## Избранная фильмография

### Режиссёр
- 1962 — Рассказы в поезде / Legenda a vonaton
- 1963 — Мы живём каждый день / Mindennap élünk
- 1965 — С полудня до рассвета / Déltöl hajnalig
- 1965 — Любить воспрещается / Tilos a szerelem
- 1968 — Переулок / Sikátor
- 1968 — Долина / A völgy
- 1969 —  / 7 kérdés a szerelemröl (és 3 alkérdés) (ТВ)
- 1969 — Кребс всемогущий / Krebsz, az isten
- 1971 — Надежда / Reménykedök
- 1971 — Великолепная семья /
- 1974 — Макра / Makra
- 1975 — У истоков времени / Az idök kezdetén
- 1978 — Нокаут / K.O.
- 1980 — Живым или мёртвым / Élve vagy halva
- 1980 —  / Két pisztolylövés (мини-сериал)

### Сценарист
- 1965 — Любить воспрещается / Tilos a szerelem
- 1969 —  / 7 kérdés a szerelemröl (és 3 alkérdés) (ТВ)
- 1975 — У истоков времени / Az idök kezdetén
- 1980 — Живым или мёртвым / Élve vagy halva

## Награды
- 1963 — Номинация на Главный приз Третьего Московского международного кинофестиваля («Рассказы в поезде»)
- 1963 — Серебряный приз Третьего Московского международного кинофестиваля («Рассказы в поезде»)
- 1966 — Премия имени Белы Балажа
- 1976 — Заслуженный артист ВНР